# Église réformée Saint-Étienne de Moudon
Pour les articles homonymes, voir Saint-Étienne (homonymie).
Le temple Saint-Étienne est un lieu de culte protestant situé dans la ville vaudoise de Moudon, en Suisse. La paroisse est membre de l'Église évangélique réformée du canton de Vaud.

## Histoire
La première mention d'une église dédiée à Saint Étienne à Moudon date de 1134-1143, bien que son existence remonte probablement plus avant. Située en dehors du bourg médiéval centré sur la colline, elle faisait alors le pendant à la chapelle Notre-Dame située au sommet de cette colline. Surnommée « la cathédrale de la Broye » par les habitants de la ville, elle est la plus grande église paroissiale du canton de Vaud et l'un des meilleurs témoins du gothique rayonnant en Suisse romande.
La construction débute vers 1281, date de l'enceinte flanquant le mur du chevet, et s'achève vers 1330 avec la réalisation des trois dernières voûtes et de la rose occidentale. Le clocher, ajouré à sa base de la porte de ville, est élevé entre les années 1417 et 1436. Des chapelles viennent ensuite se greffer sur les côtés. Le plan simple, sans transept, évoque une influence cistercienne avec ses trois vaisseaux et son chœur rectangulaire, mais en élévation le style relève du gothique rayonnant. Les voûtes sont ornées de peintures en 1506-1512. Les stalles de 1499-1502 sont l'œuvre des sculpteurs Rodolphe Pottu, Peter Vuarser et Mattelin Vuarser. La table de communion, gothique, date de 1564. La chaire en molasse, a été construite en 1695. L'orgue à buffet baroque de 1764 est dû au facteur Adrien-Joseph Pottier et aux sculpteurs Joseph Dellion et Charles Puidoux. Enfin, les vitraux datent de 1935-1937 (Ernest Biéler), et 1951-1953 (Charles Clément).
L'église a été restaurée à plusieurs reprises, en 1836-1839 par l'architecte Henri Perregaux, puis encore en 1896-1897, en 1934-1935, en 1949-1974 (avec interruptions).
L'église est inscrite comme bien culturel suisse d'importance nationale.

Vues de la nef
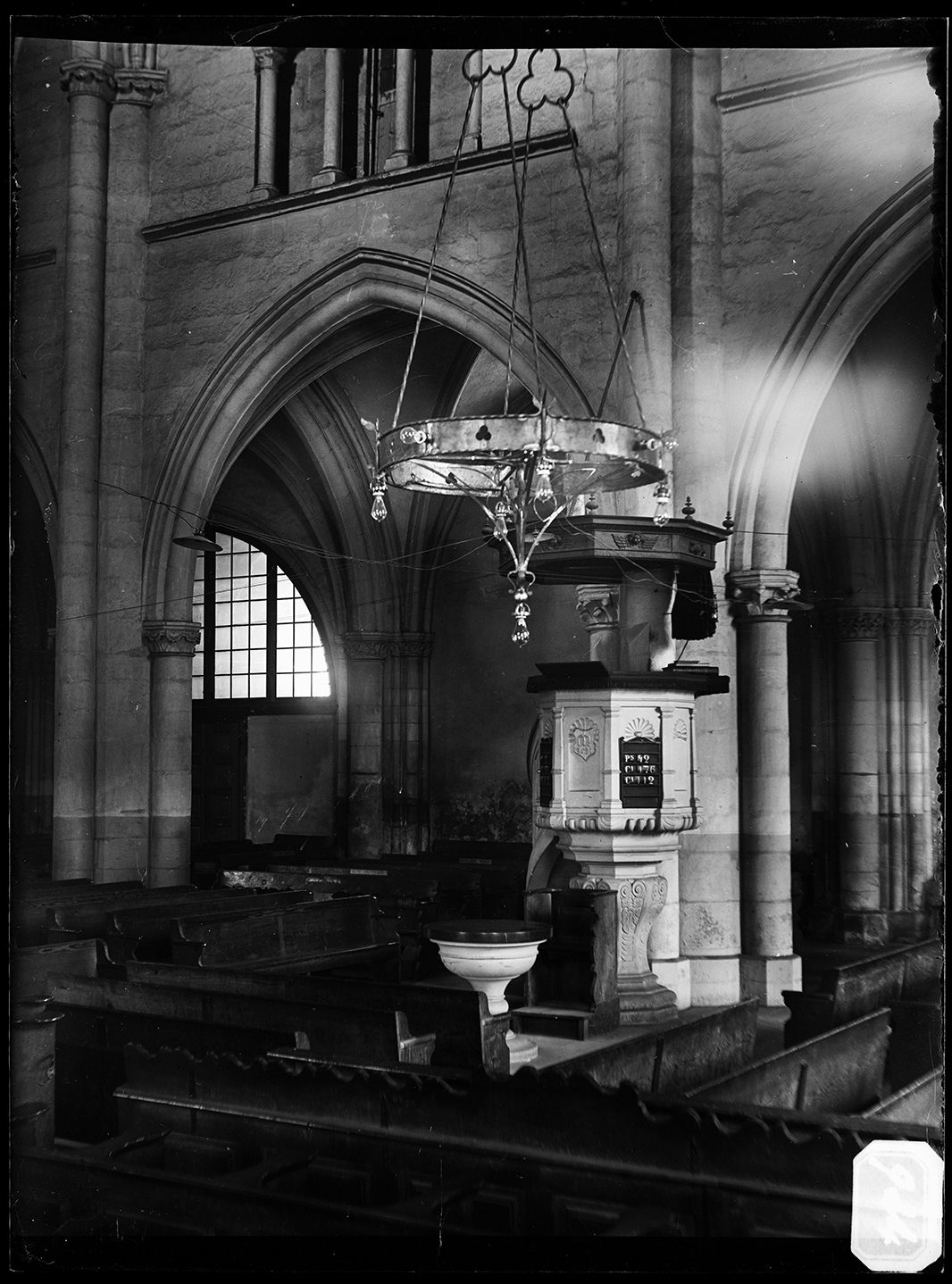
Photographie Albert Naef 1912.
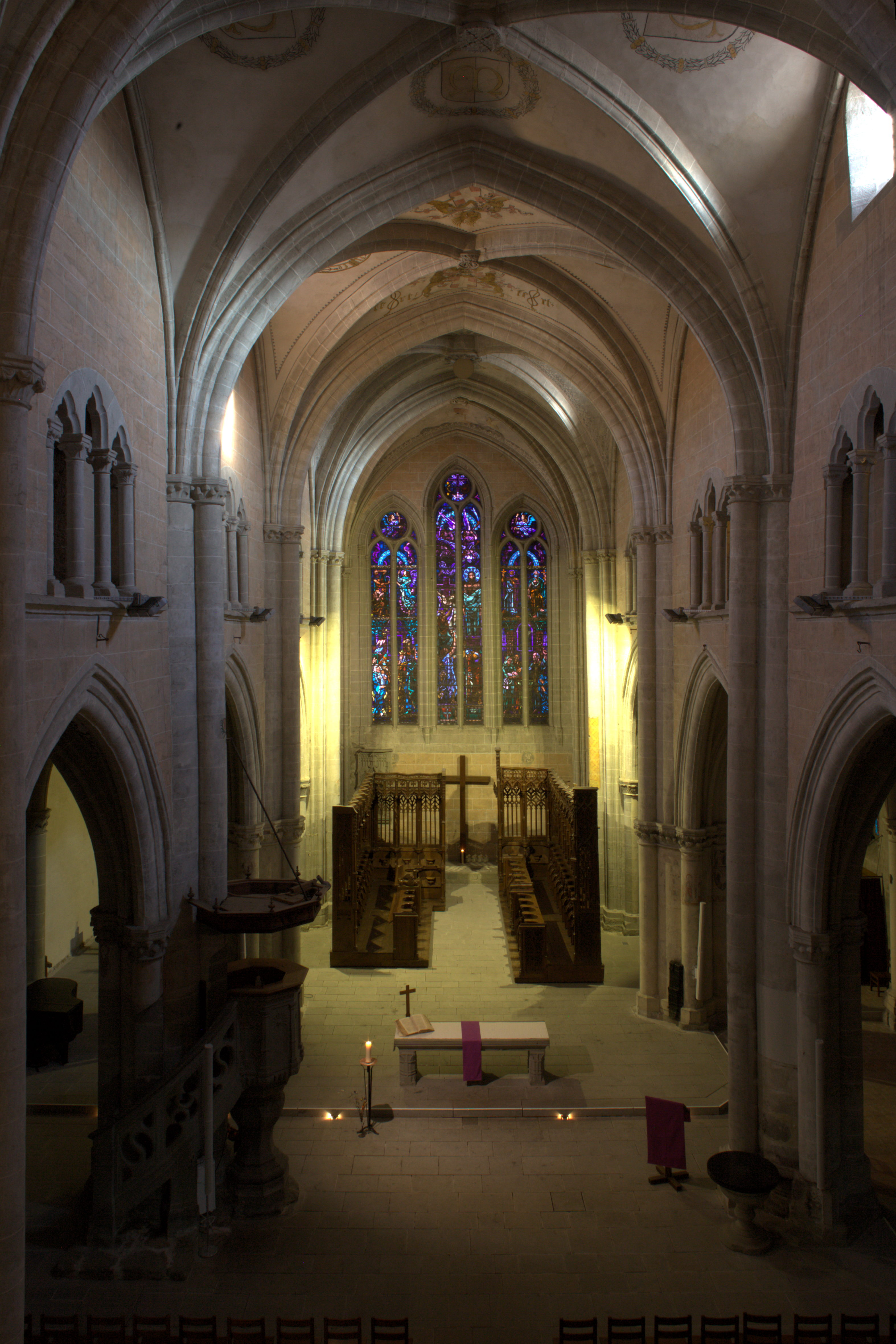
Nef.
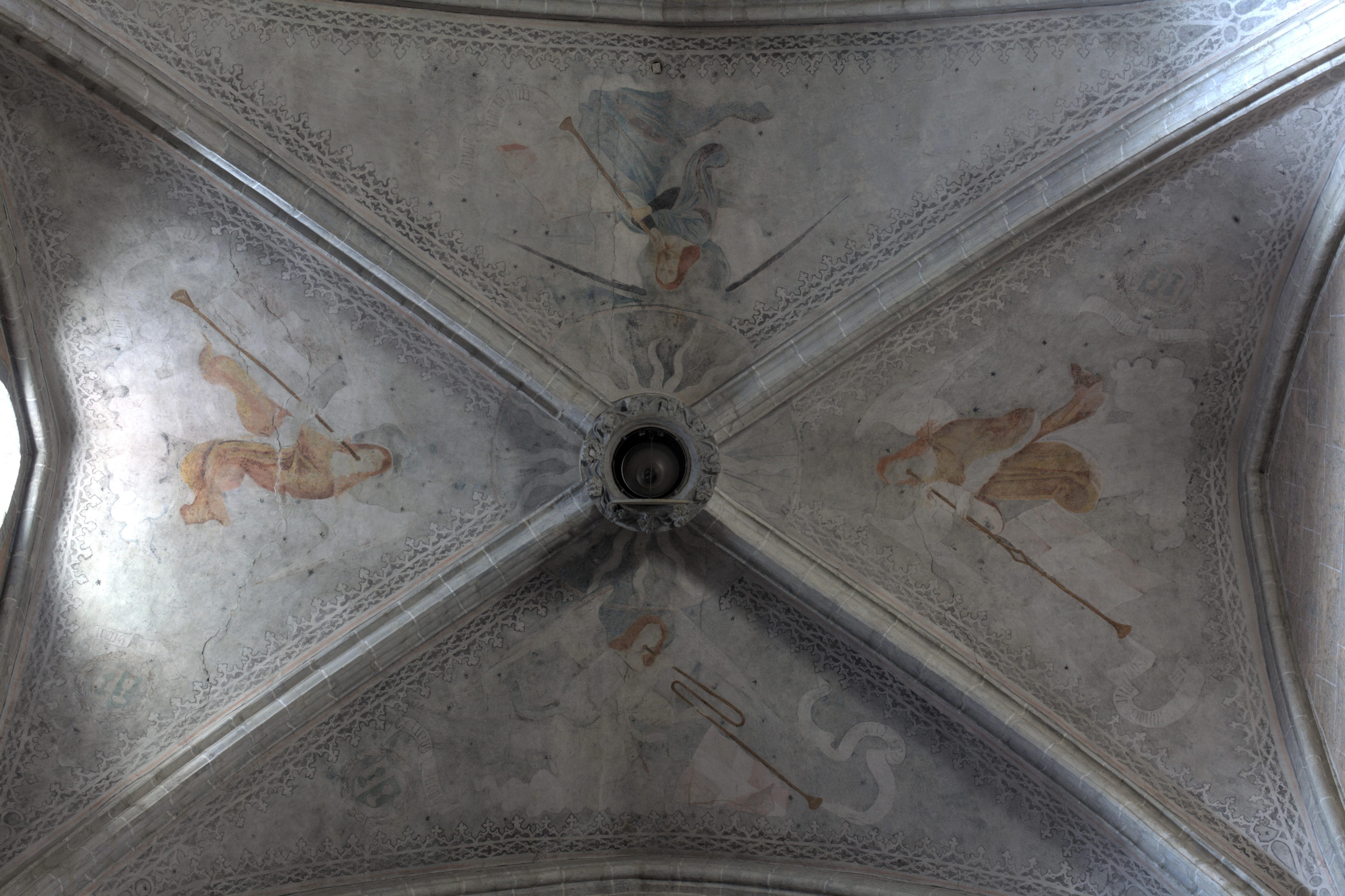
Décor des voûtes en avant du chœur.
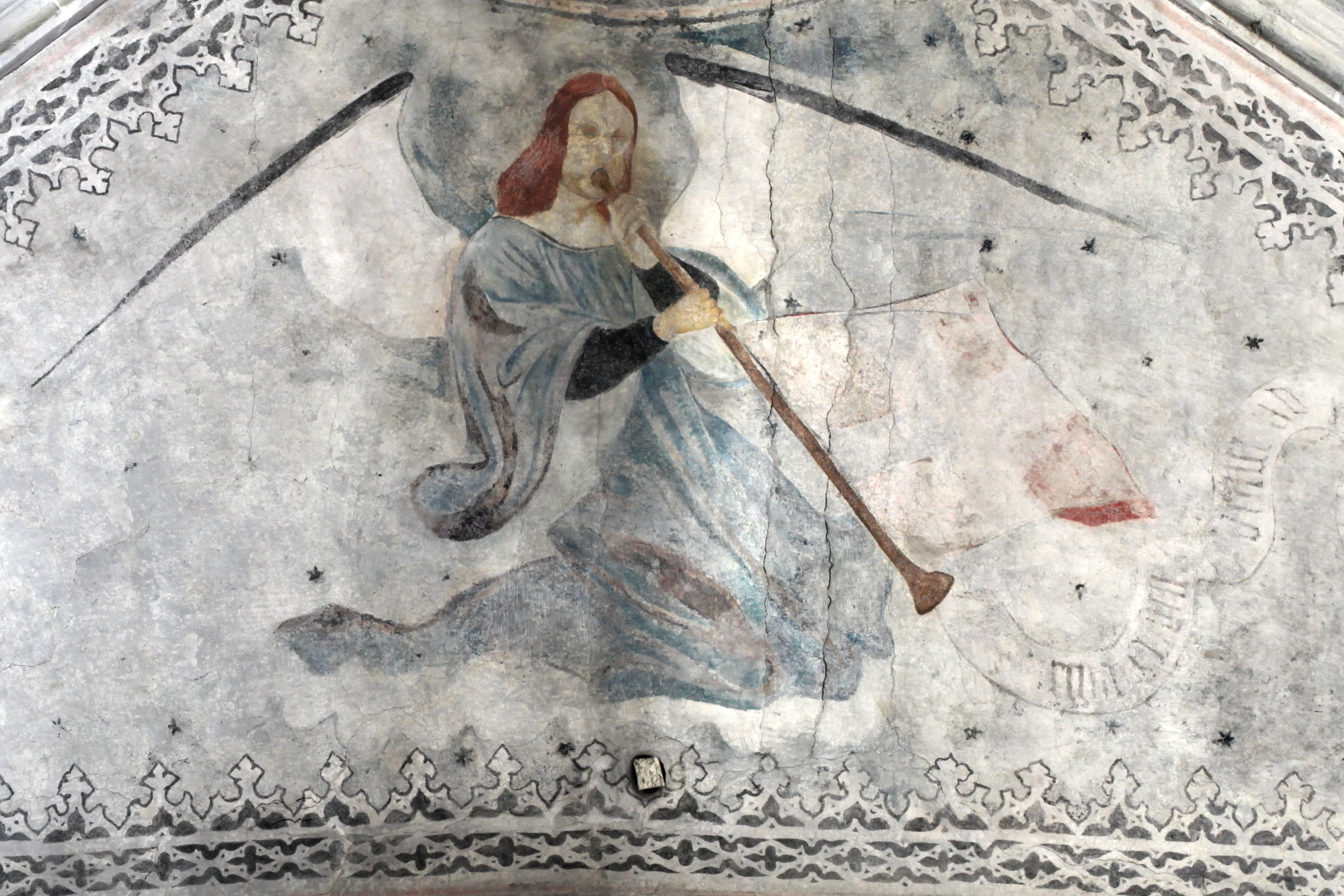
Détail du décor peint.

Vues de l'orgue
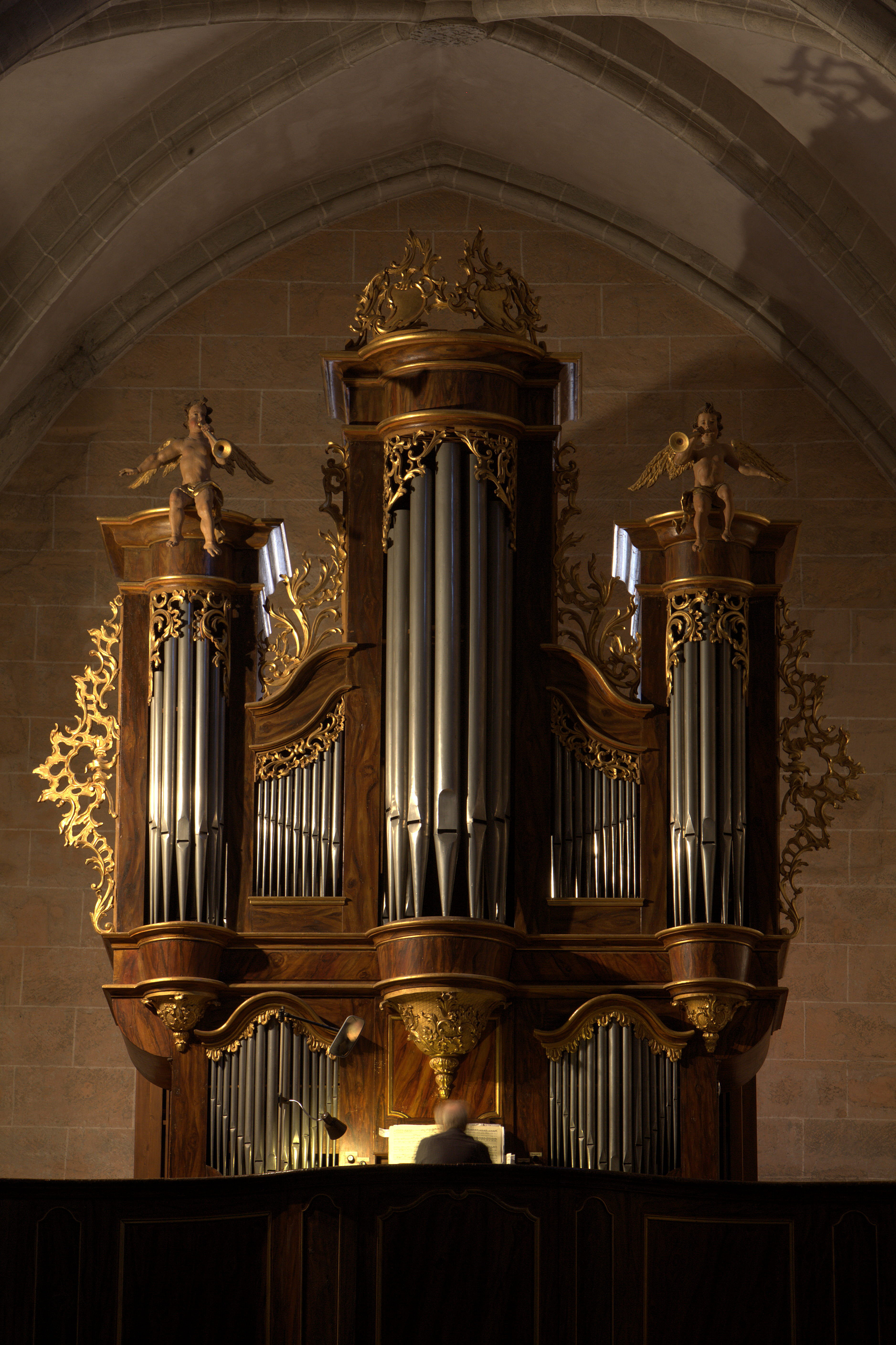
Vue depuis le chœur.
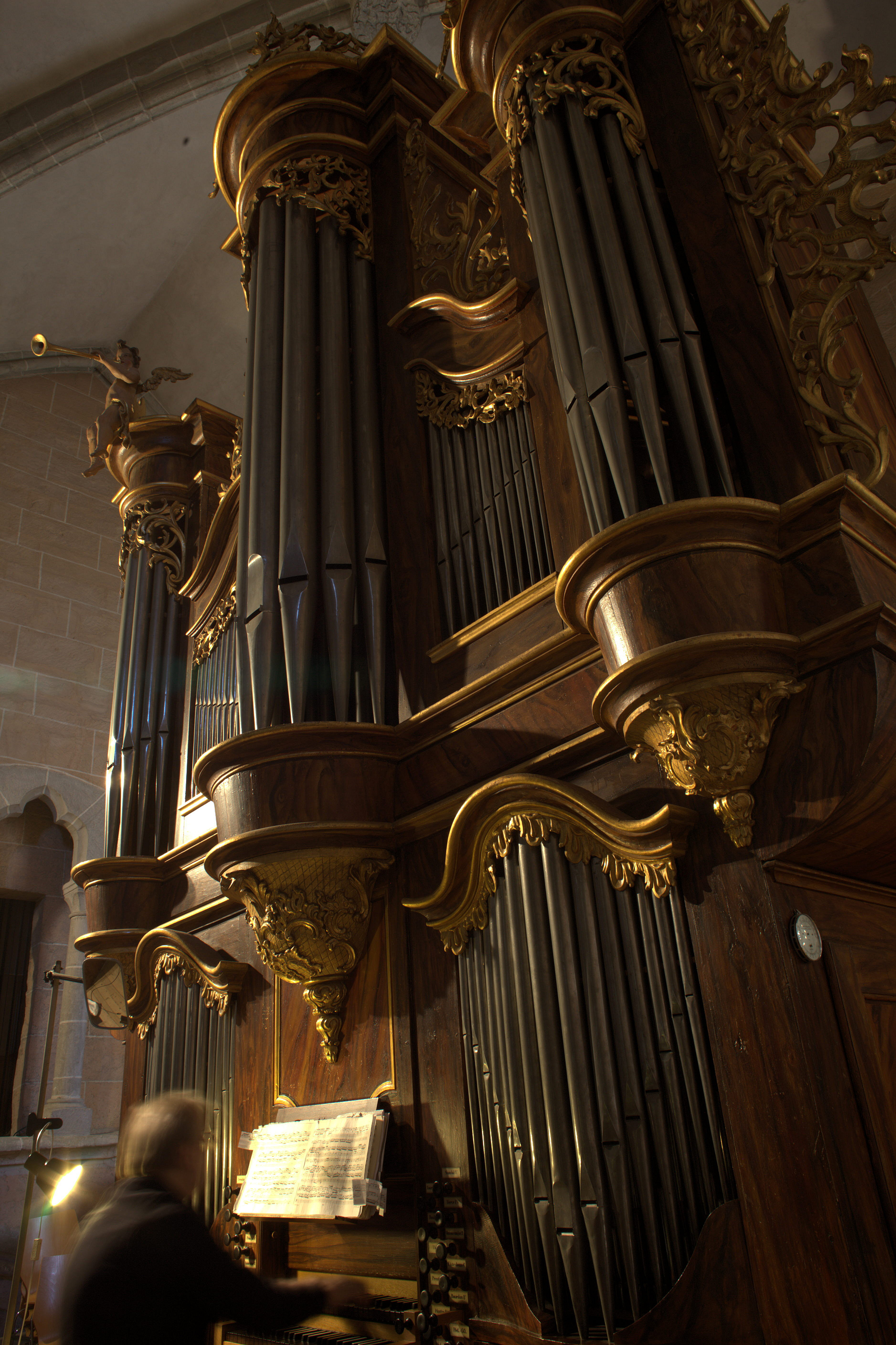
Vue depuis la galerie.
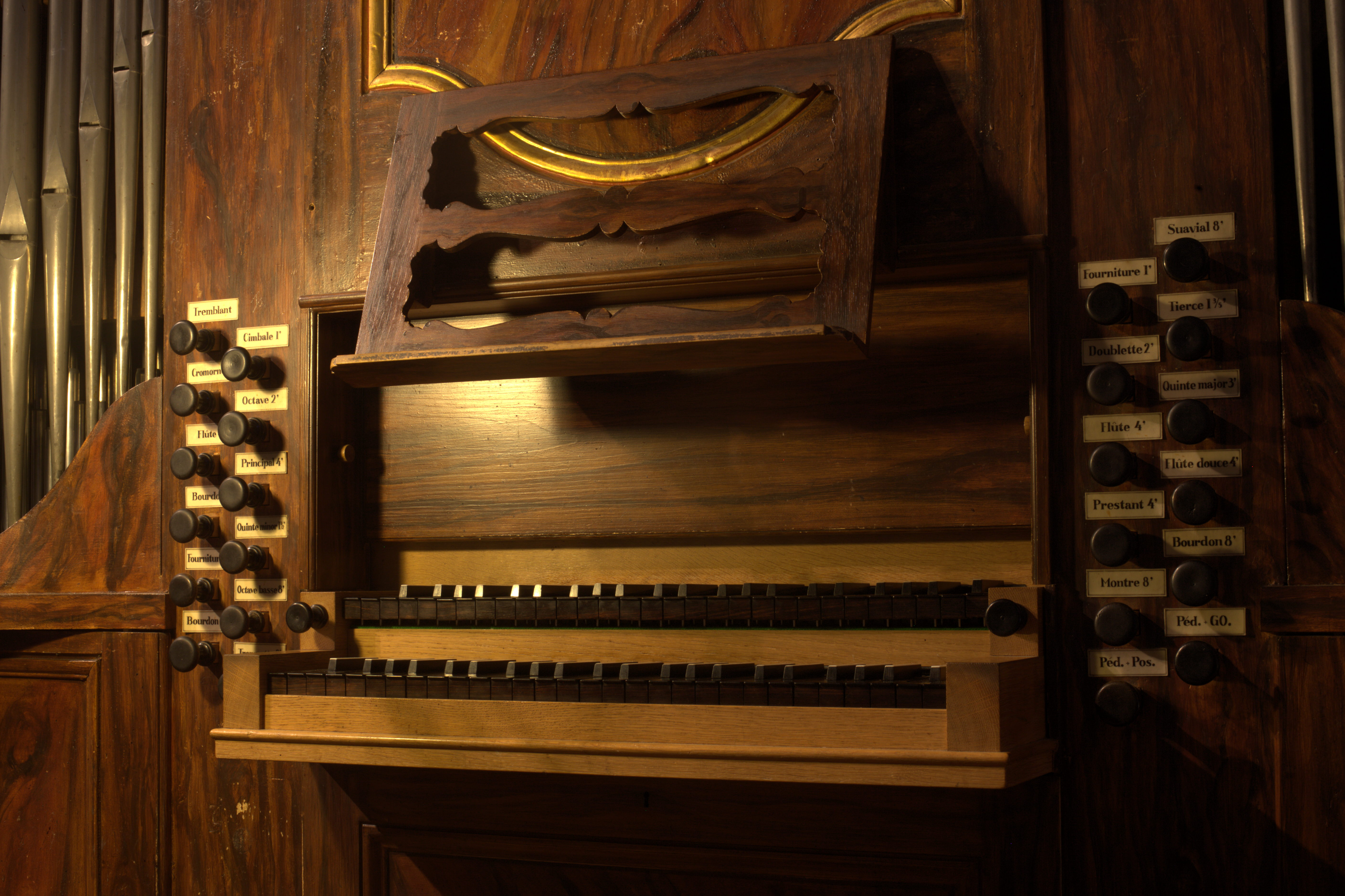
Claviers.
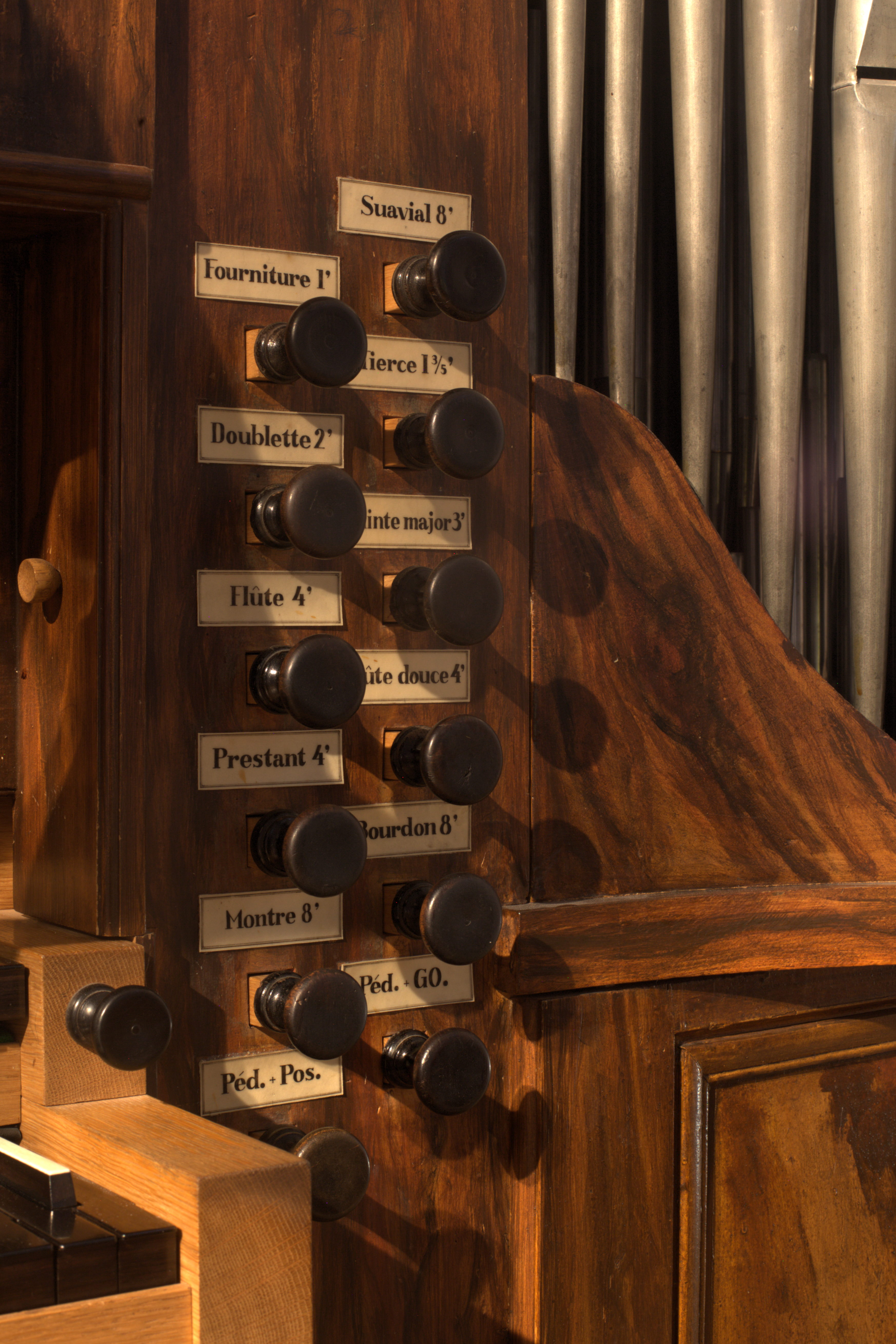
Registres.
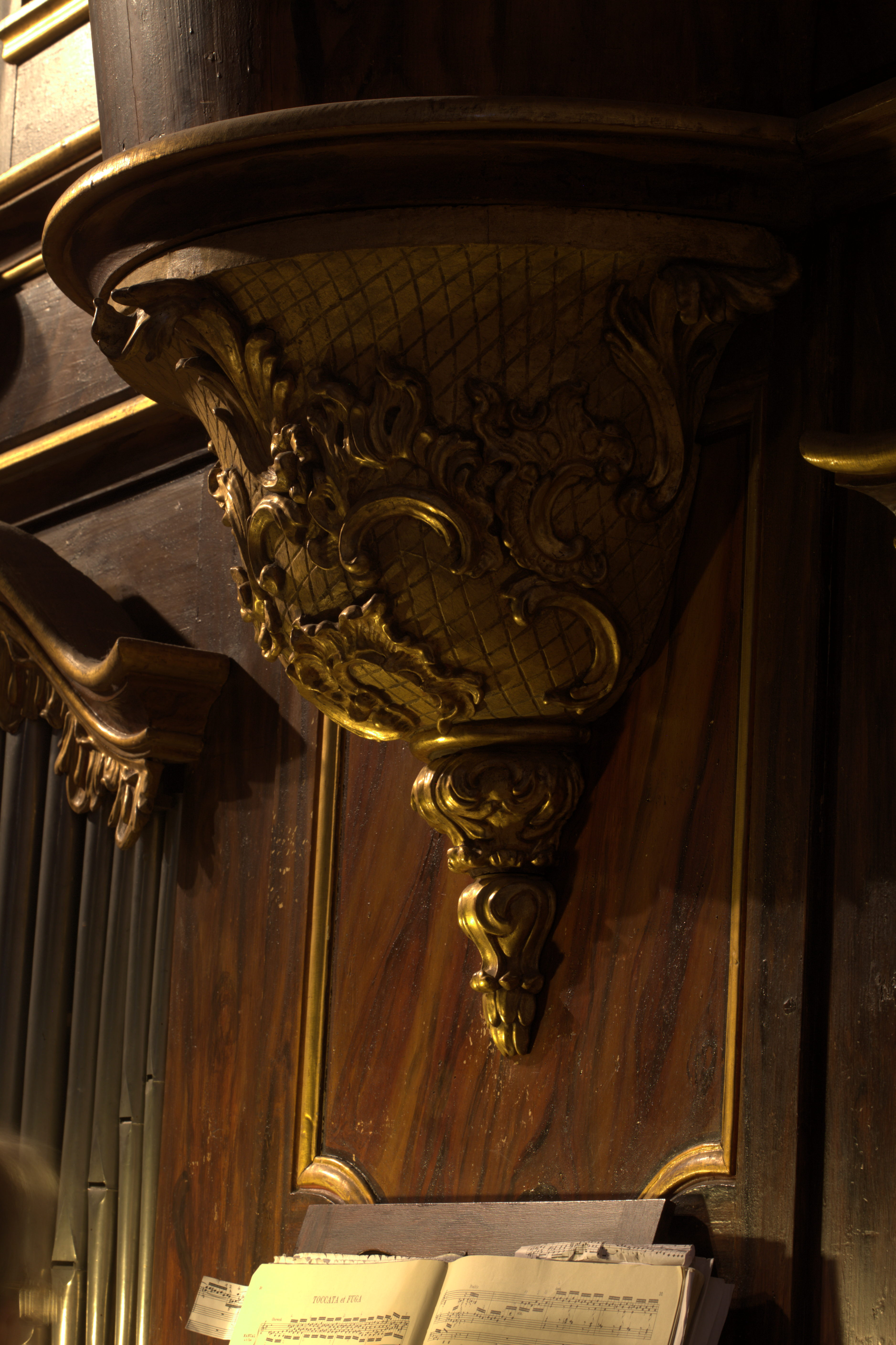
Moulures décoratives.
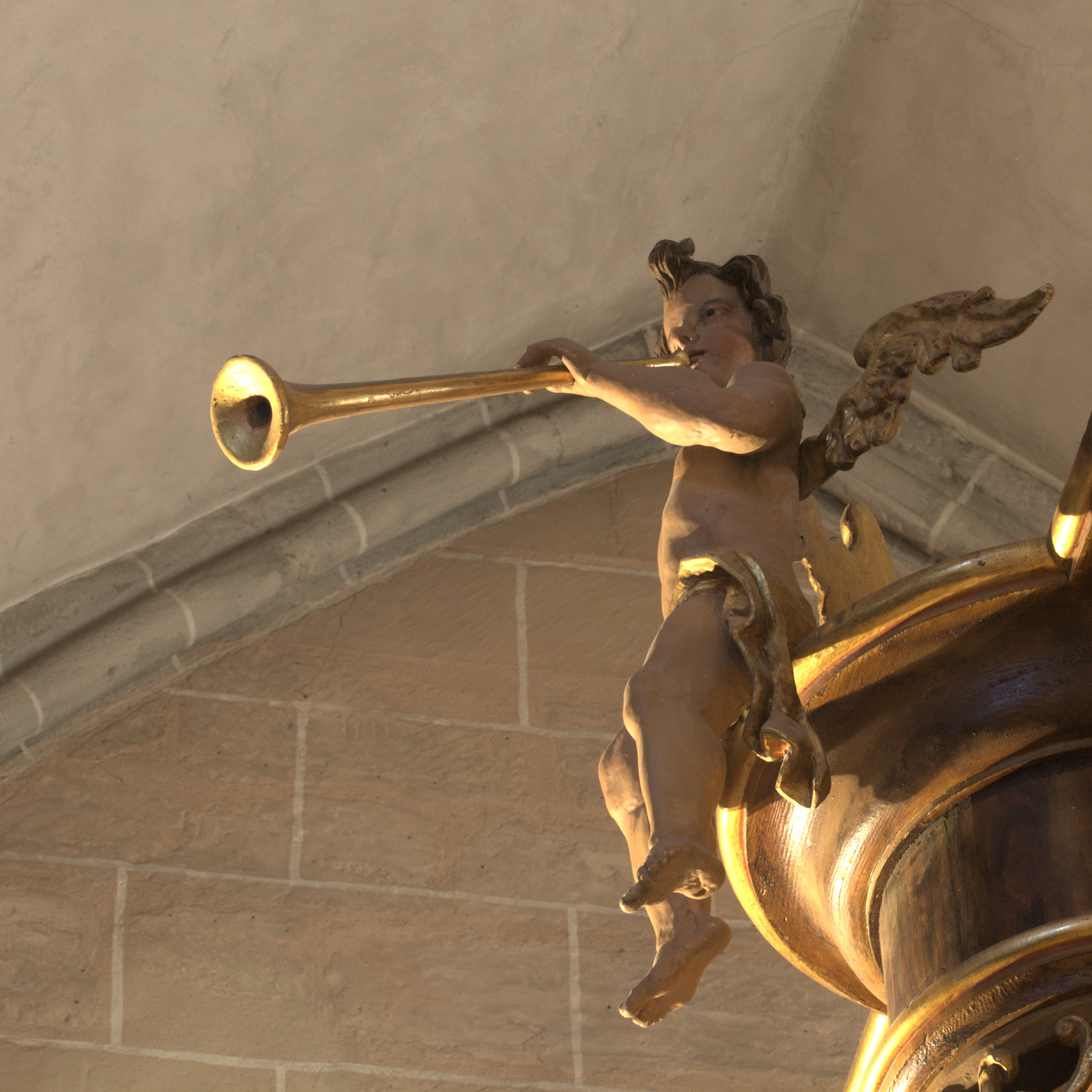
Angelot.